# Proantrusa kasparyani
Proantrusa kasparyani är en stekelart som beskrevs av Vladimir Ivanovich Tobias 1998. Proantrusa kasparyani ingår i släktet Proantrusa och familjen bracksteklar. Inga underarter finns listade i Catalogue of Life.